# El Zafrín
El Zafrín is een neolithische archeologische vindplaats van het cardiale type, daterend uit de tweede helft van het 5e millennium voor Christus. Het bevindt zich op Isla del Congreso, in de archipel van de Chafarinas-eilanden. Het beslaat een oppervlakte van 12 hectare. 
Onderzoek op de locatie begon in 2000 door het Instituut voor Mediterrane Cultuur, als onderdeel van het Chafarinas Research Project, waarbij verschillende gevarieerde overblijfselen werden gevonden, variërend van een smelterij tot middeleeuwse munten.
De locatie wordt geïnterpreteerd als een typische nederzetting aan de Noord-Afrikaanse kust, die overleefde dankzij een dieet van zeevruchten, waaronder vis, patella en monniksrobben - zoals blijkt uit de overblijfselen van weekdieren die in de sedimenten zijn gevonden - aangevuld met veehouderij.